# Stephen Appiah
Stephen Appiah (Achimota, 24. prosinca 1980.) je bivši ganski nogometaš i ganski nogometni reprezentativac. Igrao je na mjestu veznog igrača, a pokazao se bio kao igrač koji može jednako dobro igrati i u obrani, kao i u napadu.
U Europi je igrao od 1997. godine. Zadnji klub za koji je nastupao je bio srpski prvoligaš FK Vojvodina.
Za Ganu je igrao u juniorskom, olimpijskom i seniorskom sastavu. Nosio je kapetansku vrpcu na SP-u 2006. godine. Sudjelovao je i na SP-u 2010., no kapetansku vrpcu je nosio John Mensah.

## Karijera
Karijeru je započeo 1995. u lokalnom klubu Hearts of Oak sa samo 15 godina. Godine 1996. se za njega zanimao turski Galatasaray koji ga je namjeravao dovesti u svoju juniorsku momčad, no nije potpisao ugovor i vratio se u Hearts of Oak.
Godine 1997. je otišao u Europu. Potpisao je za talijanskog prvoligaša Udinese u kojem je proveo 3 sezone. U Udineseu je s mjesta napadača prešao u srednji red. Trebao je prijeći 1999. u Parmu, no prelazak je ugrozio hepatitis, no Appiah je svladao bolest i pridružio se Parmi ljeta 2000. godine. 
Nakon dvije sezone u Parmi, klub ga je posudio Bresci za sezonu 2002./03., koja se pokazala uspješnom. Bio je prvotimac koji je za lombardijski sastav dao 7 golova u 31 utakmici.
Appiahov uspjeh u Parmi je skrenuo pozornost talijanskog prvaka Juventusa koji ga je doveo na posudbu iz Parme za 2 milijuna eura na ljeto 2003. uz mogućnost trajnog prijelaza za 6 milijuna eura 2004. godine. Te 2003. je Appiah bio 8. na izboru afričkog nogometaša godine.
Prva sezona u Juventusu je bila uspješna. Odigrao je 30 utakmica u Serie A i igrao je u završnici talijanskog kupa. Odigrao je prve utakmice u Ligi prvaka. U drugoj sezoni za Juventus je odigrao 18 susreta u Serie A.
Srpnja 2005. je prešao iz Juventusa u turskog velikana Fenerbahçea za 8 milijuna eura. Osvojio je stoto jubilarno tursko prvenstvo. Krajem sezone 2006./07. je izrazio želju otići iz Fenerbahçea iako je klub želio produljiti njegov ugovor.
Uslijedila je prisilna stanka zbog ozljede koljena. 7. studenog 2007. je ušao s klupe i zaigrao za Fenerbahçe u utakmici Lige prvaka. Ozljeda se obnovila te je otišao u Italiju na rehabilitaciju. Ozljeda koju je dugo vukao ga je spriječila u nastupu za Ganu na Afričkom kupu nacija 2008. godine. S Fenerbahçeom se iste godine razišao nezadovoljan odnosom kluba prema njemu.

## Vanjske poveznice
- FIFA  Arhivirana inačica izvorne stranice od 9. listopada 2009. (Wayback Machine) (en.)
- Stephen Appiah (en.)